# Rapszódia (zenei műfaj)
A rapszódia egy klasszikus zenei műfaj. Olyan zenei műforma, amely szigorúbb szabályokhoz magát nem köti, hanem a szeszélyeskedésnek nyit teret és a zenei motívumok, főleg népdalok vagy operai dallamok szabad feldolgozására fekteti a súlyt. A magyar népdalok feldolgozásában leginkább Liszt Ferenc szerzett neki nagy elterjedést.